# تدی نیوتون
تدی نیوتون (انگلیسی: Teddy Newton؛ زادهٔ ۳ مارس ۱۹۶۴) فیلم‌نامه‌نویس و طراح اهل ایالات متحده آمریکا است. از فیلم‌هایی که وی در آن نقش داشته است می‌توان به ریزه میزه اشاره کرد.